# Ela of Salisbury, 3rd Countess of Salisbury
Ela of Salisbury, 3rd Countess of Salisbury, född 1187, död 1261, var en engelsk pär.  Hon var suo jure grevinna av Salisbury efter sin far 1196 och High Sheriff av Wiltshire efter sin make 1227-1237. 
Hon var dotter till William FitzPatrick, 2nd Earl of Salisbury, Sheriff av Wiltshire, och Eléonore de Vitré. Hon gifte sig 1196 med William Longespée, 3rd Earl of Salisbury, illegitim son till kung Henrik II av England, och blev mor till William II Longespée och Nicholas Longespée, Biskop av Salisbury. Hon var på sin tid en omtalad arvtagerska, och historien om att hon efter sin fars död tvingades fly från det slott hennes farbror spärrat in henne i för att gifta sig. 
Hon avsade sig 1238 sina feodala rättigheter och gick 1238 in i klostret Lacock Abbey (som hon grundat 1229), och var dess abbedissa 1238-1257.